# برایتن ایست (ویکتوریا)
برایتن ایست (به انگلیسی: Brighton East) یک حومه شهر در استرالیا است که در ویکتوریا (استرالیا) واقع شده‌است.